# Kościół św. Rocha w Godzianowie
Kościół św. Rocha w Godzianowie – neogotycki kościół parafii św. Stanisława w Godzianowie, w województwie łódzkim, w powiecie skierniewickim. Wpisany do rejestru zabytków w 2008.
Kościół jednonawowy, murowany. Zbudowany w l. 1903–1904 wg projektu Jarosława Wojciechowskiego w miejsce drewnianego z 1744. Ołtarz i ambona z wcześniejszego kościoła do dziś znajdują się w kościele w Kozłowie Szlacheckim.
W ołtarzu głównym obraz Ukrzyżowania Jezusa Chrystusa wykonany przez Kazimierza Alchimowicza. Za obrazem znajduje się figura Matki Bożej Niepokalanej odsłaniana w uroczystości maryjne. W oknach prezbiterium dwa witraże z 1905 (Chrzest Polski i Chrzest Litwy). Obok kościoła plebania z 1917.